# Cratere Cauchy
Cauchy è un cratere lunare di 11,8 km situato nella parte nord-orientale della faccia visibile della Luna, nella parte orientale del Mare Tranquillitatis.
Ha una forma circolare e simmetrica, con un piccolo terrazzamento a metà delle pendici interne del bordo. A causa della elevata albedo e della forma a tazza, Cauchy appare evidente nella fase di plenilunio.
A nord-est si trova la grande rima denominata Rima Cauchy, che si estende per 210 chilometri verso nord-ovest.A sud-ovest si trova una frattura lunga 120 chilometri, chiamata Rupes Cauchy, che corre parallela all'omonima rima. A sud della Rupes Cauchy si trovano due duomi lunari, Omega Cauchy e Tau Cauchy; entrambi presentano un piccolo cratere alla sommità.
Il cratere è dedicato al matematico francese Augustin-Louis Cauchy.

## Crateri correlati
Alcuni crateri minori situati in prossimità di Cauchy sono convenzionalmente identificati, sulle mappe lunari, attraverso una lettera associata al nome.
| Cauchy | Coordinate            | Diametro (in km) |
| ------ | --------------------- | ---------------- |
| A      | 12°04′12″N 37°51′36″E | 8,11             |
| B      | 9°42′00″N 35°49′48″E  | 4,57             |
| C      | 8°09′36″N 38°51′36″E  | 3,6              |
| D      | 10°01′12″N 40°17′24″E | 8,56             |
| E      | 8°49′48″N 38°34′12″E  | 3,41             |
| F      | 9°33′N 36°48′E        | 3,44             |
| M      | 7°37′12″N 35°03′00″E  | 3,36             |
| U      | 8°47′24″N 42°16′48″E  | 4,9              |
| V      | 8°57′36″N 41°26′24″E  | 4,44             |
| W      | 10°34′12″N 41°40′12″E | 3,92             |